# Голенищев, Виктор Евгеньевич
Виктор Евгеньевич Голенищев (9 марта 1932, Архангельск — 25 декабря 1973) — советский шахматист, мастер спорта СССР (1962), Заслуженный тренер РСФСР (1969).

## Биография
Выдвинулся в юношеских соревнованиях. В 1949 г. участвовал в командном чемпионате СССР среди школьников. Играл на 1-й доске за сборную РСФСР (широко известна партия, которую у него выиграл В. Л. Корчной).
Звание мастера спорта получил после победы в квалификационном матче с Е. С. Чукаевым (9½ : 4½; +8 -3 =3).
Разработал используемый уже более полувека учебно-методический комплекс подготовки шахматистов различного уровня. Книги Голенищева регулярно переиздаются (в том числе под редакцией 12-го чемпиона мира А. Е. Карпова).
Окончил Архангельский лесотехнический институт. Имел ученую степень кандидата физико-математических наук. Работал старшим преподавателем кафедры химии Севмашвтуза (Северодвинск).
Похоронен в Северодвинске на городском кладбище.

## Книги
- Программа подготовки юных шахматистов IV и III разрядов, сост. В. Е. Голенищев, М., 1969;
- Программа подготовки юных шахматистов II разряда, сост. В. Е. Голенищев, М., 1971 (2 изд., М., 1979);
- Программа подготовки юных шахматистов I разряда, сост. В. Е. Голенищев, М., 1974 (2 изд., М., 1980);